# Johann Petzmayer

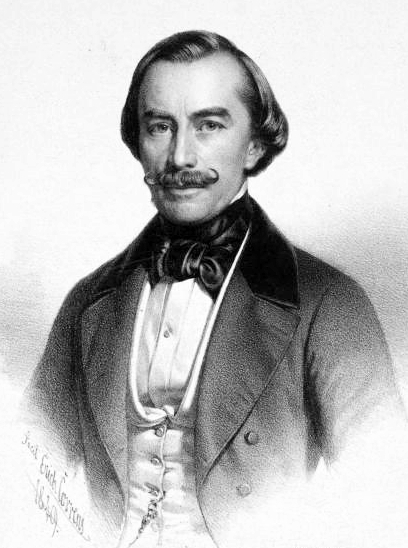
Johann Petzmayer, Lithografie von Erich Correns, 1849

Johann Petzmayer (* 18. Januar 1803 in Zistersdorf, Niederösterreich; † 29. Dezember 1884 in München) war ein Zithervirtuose des 19. Jahrhunderts.

## Leben und Werk
Johann Petzmayer wuchs in Wien als Sohn eines Gastwirts auf und lernte zuerst die Violine, mit 16 Jahren dann auch die Zither. Sein von ihm modifiziertes Instrument umfasste drei Melodie- und 15 Begleitsaiten. Um 1823 erfand er zudem die Streichzither. 
Auf der Zither konzertierte er ab 1826 mit stetig wachsendem Aktionsradius, so für die österreichischen Erzherzöge und 1827 sogar in den Privaträumen des Kaisers Franz von Österreich. Auf seiner zweiten Deutschlandtournee 1836/37 hörte ihn der bayerische Herzog Max in Bayern, der ihn als Privatlehrer anstellte und ihm 1838 den Titel „Kammervirtuose“ verlieh. Durch diese beiden Personen wurde die Zither zum bayerischen Nationalinstrument schlechthin, sie machten das Instrument aber auch in Norddeutschland und im Mittelmeerraum bekannt. 
Petzmayer hinterließ bei seinem Tod im Jahr 1884 zahlreiche Zitherkompositionen und Lieder. Sein Nachlass befindet sich in der Bayerischen Staatsbibliothek in München.